# Ceroptera rubricornis
Ceroptera rubricornis är en tvåvingeart som först beskrevs av Oswald Duda 1918.  Ceroptera rubricornis ingår i släktet Ceroptera och familjen hoppflugor. Inga underarter finns listade i Catalogue of Life.